# Роббинс, Ричард
Ричард Стивен Роббинс (англ. Richard Stephen Robbins, 4 декабря 1940 ― 7 ноября 2012) ― композитор американского происхождения, наиболее известный своими партитурами к фильмам Merchant Ivory Productions.

## Биография
Роббинс родился в Южном Веймуте, штат Массачусетс. Он начал играть на пианино в возрасте пяти лет. Окончил консерваторию Новой Англии в Бостоне, а позже получил стипендию через фонд, учрежденный филантропом Фрэнком Хантингтоном Бибом, для продолжения учёбы в Вене.
Он был номинирован на премию Оскар в 1992 году за музыку к фильму «Говардс-Энд» и в 1993 году за фильм «Остаток дня». Кроме того, в 1992 году он получил премию Сэмми за музыку к фильму «Говардс-Энд».
Роббинс был открытым геем и прожил последние годы со своим давним партнёром, художником Майклом Шеллом.
В ноябре 2012 года он умер от болезни Паркинсона в возрасте 71 года в своем доме в Нью-Йорке.

## Фильмография
Роббинс написал партитуру для следующих фильмов:
- Sweet Sounds (1976);
- Роузленд (1977);
- Европейцы (1979)
- Джейн Остин на Манхэттене (1980)
- Квартет (1981)
- Жара и пыль (1983)
- Бостонцы (1984)
- Комната с видом (1985)
- Милая Лоррейн (1987)
- Моя малышка (1987)
- Морис (1987)
- Идеальное убийство (1988)
- Рабы Нью-Йорка (1989)
- Love and Other Sorrows (1989, TV)
- Bail Jumper (1990)
- Мистер и миссис Бридж (1990)
- Баллада о печальном кафе (1991); directed by Simon Callow
- Говардс-Энд (1992)
- Остаток дня (1993)
- Уличные музыканты Бомбея (1994);
- Джефферсон в Париже (1995)
- Прожить жизнь с Пикассо (1996)
- Собственник (1996)
- Люмьер и компания (1996)
- The Hidden Dimension (1997)
- Дочь солдата никогда не плачет (1998)
- Вандомская площадь (1998); directed by Nicole Garcia
- Cotton Mary (1999); directed by Ismail Merchant
- Золотая чаша (2000)
- Эта девушка (2000)
- Мистический массажист (2001)
- Развод (2003)
- Белая графиня (2005)